# Tom of Finland (Film)
Tom of Finland ist eine multinational produzierte Filmbiografie aus dem Jahr 2017 unter Regie von Dome Karukoski, der sich auch gemeinsam mit Aleksi Bardy für das Drehbuch verantwortlich zeigte. Der Film stellt das Leben von Touko Valio Laaksonen filmisch dar. Laaksonen, bekannt unter seinem Pseudonym Tom of Finland, war ein finnischer Künstler, der für seine homoerotischen Zeichnungen bekannt ist.

## Handlung
Der Film setzt kurz nach dem Zweiten Weltkrieg ein, in dem Laaksonen auf der Seite der deutschen Wehrmacht gekämpft hat. Er kehrt aus dem Krieg nach Finnland heim, wo die Homosexualität erst 1971 entkriminalisiert werden wird. Im Untergrund fertigt er homoerotische Zeichnungen an, meist sind seine Motive sehr maskuline Männer mit Uniform und großem Penis. Seine Homosexualität lebt er im Verborgenen, z. B. beim Cruisen im Park unter der ständigen Gefahr, von Sittenhütern verhaftet zu werden. Nach außen hin lebt er ein gesittetes Leben als Werbezeichner und wohnt zusammen mit seiner Schwester, die nichts von seiner Homosexualität ahnt.
Im Verlauf veröffentlicht er unter Pseudonym seine Zeichnungen in US-amerikanischen Magazinen und wird dort zur Ikone der schwulen Männer, seine Illustrationen sind ein Auslöser der Schwulenbewegung. Gleichzeitig verändert sich sein Leben in Finnland, er lebt offen mit dem Tänzer Veli Mäkinen zusammen.

## Hintergrund
Tom of Finland ist eine Produktion der finnischen Produktionsgesellschaft Helsinki Filmi in Koproduktion mit Anagram Väst (Schweden), Fridthjof Film (Dänemark) und Neutrinos Productions (Deutschland). Die Produktion, mit einem Budget von 3,8 Millionen Euro, wurde unter anderem mit Mitteln des Medienboard Berlin-Brandenburg, des Deutschen Filmförderfonds, der Finnischen Filmfoundation (Suomen elokuvasäätiö), der Creative Europe MEDIA und Det Danske Filminstitut gefördert. Gedreht wurde von Mitte Februar bis Ende Mai 2016 unter anderem in der spanischen Stadt Madrid, in Berlin-Neukölln, in Haga, einem Viertel der schwedischen Stadt Göteborg, und in Helsinki, im Park Kaivopuisto und im Stadtteil Ullanlinna.
Karukoski begann bereits 2011 mit der Arbeit an Tom of Finland und erwarb die Nutzungsrechte an den Illustrationen, um diese im Film zeigen zu können.
Seine Weltpremiere feierte der Film auf den Internationalen Filmfestival Göteborg am 27. Januar 2017. Tom of Finland feierte seine Deutschlandpremiere auf dem Filmfest München Ende Juni 2017, ehe er im Verleih der MFA+ Filmdistribution Anfang November 2017 in den deutschen Kinos anlief, nachdem er bereits ab Ende Februar 2017 in den finnischen Kinos zu sehen war. Mitte 2018 wurde er von Sony Pictures Entertainment auf DVD und Blu-Ray veröffentlicht. Die internationale Vermarktung übernimmt Protagonist Pictures.
Der Film wurde unter anderem auf dem Tribeca Filmfestival, dem Festival do Rio, dem Filmfest Gent, dem Internationalen Filmfestival Thessaloniki, LGBT Filmfestival Warschau und dem Internationalen Filmfestival Reykjavik präsentiert.

### Synchronisation
Die deutschsprachige Synchronisation entstand nach einem Dialogbuch von Horst Geisler, der auch Dialogregie führte, für TaunusFilm Synchron in Berlin.
| Rolle              | Darsteller          | Synchronsprecher          |
| ------------------ | ------------------- | ------------------------- |
| Touko Laaksonen    | Pekka Strang        | Rainer Fritzsche          |
| Kaija Laaksonen    | Jessica Grabowsky   | Anna Grisebach            |
| Veli Mäkinen       | Lauri Tilkanen      | Nicolás Artajo            |
| junger Doug        | David Nolden        | David Nolden              |
| Doug               | Seumas Sargent      | Dirk Stollberg            |
| Alijoki            | Taisto Oksanen      | Tobias Lelle              |
| Jack               | Jakob Oftebro       | Jannik Endemann           |
| Kari               | Christian Sandström | Julien Haggège            |
| Sahlin             | Kari Hietalahti     | Uwe Büschken              |
| Verleger           | Þorsteinn Bachmann  | Sebastian Christoph Jacob |
| Grenzbeamter       | Norbert Braun       | Norbert Braun             |
| Müller             | Werner Daehn        | Werner Daehn              |
| deutscher Offizier | Martin Bergmann     | Martin Bergmann           |

1. 1 2 3 4  deutschsprachiger Schauspieler, daher ohne Synchronsprecher

## Rezeption
Der Film bekam überwiegend positive Kritiken. Die Redaktion von Cinema vergab 3 von 5 Sternen und schreibt, dass Karukoski „trotz dramaturgischer Schwächen […] ein wichtiger Film über eine Symbolfigur der Schwulenbewegung gelungen“ sei. Außerdem merkt sie an, dass die Beziehung zwischen Touko und Veli durch die kleinen intimen Momente gut dargestellt sei, zeigt sich aber erstaunt „wie verschämt Regisseur Dome Karukoski ihre erotische Beziehung darstellt“. Sascha Westphal vergab bei epd Film 4 von 5 Sternen mit dem Kommentar, dass Karukoski die Freiheiten während des Kriegs im Vergleich zu den Einschränkungen der homophoben Nachkriegsgesellschaft gut einfange. Kathleen Hildebrand schreibt für die Süddeutsche Zeitung, dass es eine Freude sei, dabei zuzusehen, wie sich Laaksonen vom versteckten Homosexuellen zum gefeierten Künstler, der seine sexuelle Identität nicht mehr verbergen muss, entwickle. Dem Film gelinge es nicht, die Parallele zwischen der gelebten Realität von Laaksonen und den erotischen Bildern herzustellen, schreibt Peter Rehberg für Sissy. Außerdem werden die gemalten Bilder aus seiner Sicht vor dem Zuschauer fast geheim gehalten und „[D]das obszöne Bildmaterial […] fast familiengerecht verpackt“.
Der Wertungsaggregator Rotten Tomatoes errechnete aus den Kritiken von 69 Kritikern eine Weiterempfehlungsrate von 84 Prozent und eine Durchschnittsbewertung von 6,87 von 10. Auf Metacritic erreichte Tom of Finland eine Bewertung der Kritiker von 56 von 100 Punkten. In der Internet Movie Database bewerteten mehr als 5.000 Zuschauer den Film im Durchschnitt mit 6,8 von 10 Sternen.
Die Jury der Deutschen Film- und Medienbewertung hat dem Film das Prädikat besonders wertvoll verliehen und begründet dies unter anderem damit, dass der Film auf vier Zeitebenen das Leben von Laaksonen erzähle und dabei veranschauliche, wie Homosexuelle von der Polizei verfolgt wurden. Außerdem zeige der Film „nachvollziehbar den Weg, wie Laaksonen beginnt, seinem Begehren auf künstlerische Art Ausdruck zu verleihen“. Aus Sicht der Jury „kann der Film auch im schwierigen Genre des Biopics als außergewöhnlich gelungenes Beispiel gelten“.

## Auszeichnungen (Auswahl)
Internationales Filmfestival Helsinki 2017
- Auszeichnung der Finnish Film Affair mit dem Pitch-Preis für Dome Karukoski[18]

Internationales Filmfestival Göteborg 2017
- Auszeichnung mit dem FIPRESCI-Preis für Dome Karukoski

Internationales Filmfestival Molodist 2017
- Nominierung für den Sunny Bunny Preis als Bester LGBTQ Film für Dome Karukoski

Europäischer Filmpreis 2017
- Nominierung in der Kategorie Bester Spielfilm[19]

Jussi 2018
- Auszeichnung in der Kategorie Beste Kostüme für Anna Vilppunen
- Nominierung in der Kategorie Bester Ton für Christian Holm und Niklas Skarp
- Nominierung in der Kategorie Beste Kamera für Lasse Frank
- Nominierung in der Kategorie Bestes Make-Up für Johanna Eliason und Lars Carlsson

Tom of Finland war als finnischer Beiträge für den Besten fremdsprachigen Film für die Oscarverleihung 2018 eingereicht, wurde jedoch nicht nominiert.